# Bystřany

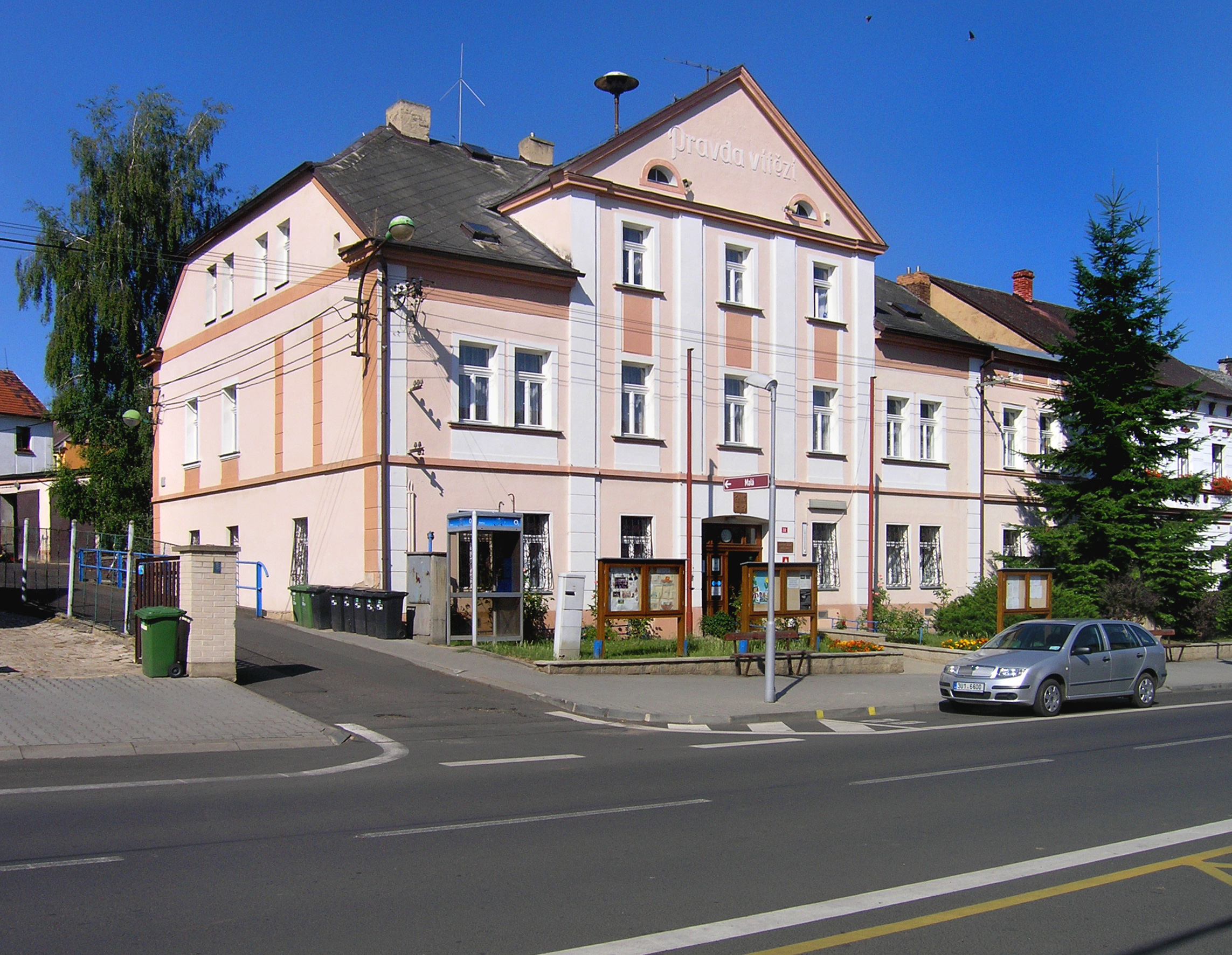
Das Gemeindeamt

Bystřany (deutsch Wisterschan, tschechisch früher Horušďany) ist ein Gemeinde in Tschechien. Sie befindet sich zwei Kilometer südöstlich von Teplitz am Fuß des Berges Doubravka (Teplitzer Schlossberg) in Tschechien.

## Geschichte
Die erste schriftliche Erwähnung stammt aus dem Jahr 1238, damals als eine slawische Siedlung namens Horušďany. Das Dorf gehörte zum Kloster Ossegg, welches es den Herren von Hrabischitz schenkte. Wisterschan wird das erste Mal Anfang des 16. Jahrhunderts erwähnt. Die eigentliche Entwicklung erfolgte in der zweiten Hälfte des 19. Jh. als das Dorf industrialisiert wurde. So wurde 1864 eine Färberei für türkische Tücher von Karl Grohmann errichtet. 1905 kam eine Wollweberei hinzu, später ein Ziegelwerk, Mühle und Stahlwerk.

## Gemeindegliederung
Ortsteile sind:
- Bystřany (Wisterschan)
- Nechvalice (Nechwalitz) gehörte zum Herrschaftsbereich Teplitz.
- Nové Dvory (Neuhof) gehörte Mitte des 18. Jahrhunderts noch zu Úpořin.
- Světice (Zwettnitz), welches ursprünglich den Herren von Riesenburg gehörte. Erstmals schriftlich erwähnt 1383
- Úpořiny (Auperschin) wurde erstmals 1412 erwähnt, seit 1590 gehörte es zu Teplitz.

Grundsiedlungseinheiten sind Bystřany, Na Lišce, Nechvalice, Nové Bystřany (Neu Wisterschan), Nové Dvory, Nové Úpořiny (Neu Auperschin), Průmyslový obvod Bystřany, Světice und Úpořiny. Das Gemeindegebiet gliedert sich in die Katastralbezirke Bystřany, Bystřany-Světice und Nechvalice u Bystřan.

## Söhne und Töchter des Ortes
- K. Alfons Bauer (1885–1945), Landschaftsmaler, Tier- und Jagdmaler[6]
- Heinz Schubert (1912–2001), Maler